# Bülent Korkmaz
Bülent Korkmaz (24 de novembre de 1968) és un exfutbolista turc de la dècada de 1990, conegut com a Büyük Kaptan (gran capità) i Cengaver (guerrer).
Fou 102 cops internacional amb la selecció turca.
Pel que fa a clubs, defensà els colors de Galatasaray.
Posteriorment fou entrenador a clubs com Gençlerbirliği S.K., Galatasaray, Karabükspor i İstanbul Büyükşehir Belediyespor.

## Palmarès
Galatasaray
- Süper Lig (8): 1987-88, 1992-93, 1993-94, 1996-97, 1997-98, 1998-99, 1999-00, 2001-02
- Copa turca de futbol (6): 1990-91, 1992-93, 1995-96, 1998-99, 1999-00, 2004-05
- Supercopa turca de futbol (5): 1988, 1991, 1993, 1996, 1997
- Copa del Primer Ministre turca de futbol (2): 1990, 1995
- Copa de l'Associació d'Escriptors d'Esports Turcs (6): 1987-88, 1991-92, 1992-93, 1997-98, 1998-99, 1999-00
- Copa de la UEFA (1): 1999-00
- Supercopa d'Europa de futbol (1): 2000